# Candombe del 31
Candombe del 31 es el primer disco solista del cantautor uruguayo Jaime Roos editado bajo el sello Ayuí / Tacuabé en el año 1977. Una de la canciones más destacadas del álbum fue Cometa de La Farola, dedicado a su equipo de fútbol favorito, Defensor Sporting, considerada la primera canción de murga pop de la historia.
El disco fue grabado y mezclado entre agosto de 1976 en París y febrero de 1977 en Montevideo. Fue editado en marzo de 1977 por  Ayuí.

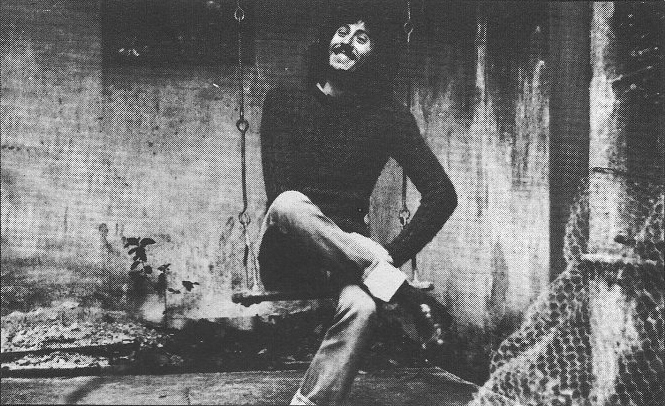
Jaime Roos en 1977. Esta imagen forma parte de la portada del álbum.

## Estilo
El disco tiene variadas influencias musicales. Por un lado puede tomarse una línea general que lo marca como continuador de la música que había comenzado El Kinto. Por otra parte hay rastros de influencia folclórica de autores como Alfredo Zitarrosa, Los Olimareños y Daniel Viglietti. Se puede ver la influencia de Zitarrosa en «Señorita Efe», la de Los Olimareños en «Y es así» y la de Viglietti en «Candombe del 31» y «Te acordás hermano». Se vio influenciado también por la música de Carlos Canzani, particularmente del disco Aguaragua, que recogía y adaptaba componentes de la música latinoamericana.

## Recepción y críticas
En el momento de su edición (marzo de 1977) el álbum fue prácticamente ignorado tanto por la prensa como por el público. Apenas un par de crónicas (positivas en general) sobre el disco fueron publicadas en ese momento y casi no sonaron en la radio sus canciones. Vendió en sus primeros dos años poco más de 100 copias.
Más adelante, con la evolución de la carrera de Roos, el disco fue revalorado y ha sido aclamado tanto por la crítica como por diferentes músicos.

## Lista de temas
Lado A

| N.º | Título                        | Escritor(es) | Duración |  |
| 1.  | «Cometa de La Farola»         | Jaime Roos   | 03:26    |  |
| 2.  | «Candombe del 31»             | Jaime Roos   | 03:19    |  |
| 3.  | «El infierno tan temido»      | Jaime Roos   | 04:46    |  |
| 4.  | «Y es así (tres situaciones)» | Jaime Roos   | 01:53    |  |
| 5.  | «Señorita Efe»                | Jaime Roos   | 03:52    |  |

Lado B
| N.º | Título                   | Escritor(es)              | Duración |  |
| 1.  | «Que te había olvidado»  | H.N. Bonaldi - Jaime Roos | 02:20    |  |
| 2.  | «Viaje a las ruinas»     | Jaime Roos                | 03:30    |  |
| 3.  | «Te acordás hermano»     | Jaime Roos                | 03:27    |  |
| 4.  | «Carta a Poste Restante» | Jaime Roos                | 03:31    |  |
| 5.  | «Tempestad en Bilbao»    | Jaime Roos                | 02:33    |  |

## Créditos
Roos grabó en el álbum, además de la voz, las guitarras, el bajo y la percusión. Luis Sosa tocó la batería en las canciones «Cometa de la Farola» y «Viaje a las ruinas», Jorge Bonaldi tocó las quenas en la canción «Te acordás hermano» y Jorge Lazaroff hizo un solo de piano en «Viaje a las ruinas».
Las canciones «El infierno tan temido», «Señorita Efe», «Que te había olvidado» y «Tempestad en Bilbao» fueron grabadas en el Adam Studio, localizado en Roissy-en-Brie (en las afueras de París), en agosto de 1976. De esa manera, «Señorita Efe» se convirtió el 8 de agosto en la primera canción grabada por Jaime Roos en su vida. Las otras seis canciones del LP fueron grabadas en Montevideo en febrero de 1977.